# Maicosuel
Maicosuel Reginaldo de Matos, mais conhecido como Maicosuel (Cosmópolis, 16 de junho de 1986), é um ex-futebolista brasileiro que atuava como meia-atacante. Atualmente, se apresenta como músico na região de sua cidade natal, sendo vocalista do grupo de pagode Pagode D Milhões.

## Carreira

### Início destacado
Atuando pelo Atlético Sorocaba, Maicosuel chamou a atenção dos dirigentes do Paraná Clube, que, rapidamente, levaram o jogador para a Vila Capanema. Filho de uma tradicional figura de Cosmópolis, o Rebit, como era conhecido seu pai, a dona Cida e sua irmã Marquiria sempre o apoiaram desde cedo sua carreira, contando também com amigos e amigas que sempre estavam ao seu lado, impulsionando-o à vitoria.[carece de fontes?]
Em 2006, o meia do Paraná, apelidado pela torcida como Maicoshow, aos 17 anos, participou da conquista do Campeonato Paranaense e, mais do que isso: foi destaque na excelente campanha do Paraná no Brasileirão daquele ano, que garantiu ao clube paranaense sua primeira classificação para uma Copa Libertadores da América.

### Interesse de clubes grandes e insucessos
O bom desempenho de Maicosuel no Paraná logo atraiu o interesse dos clubes grandes e, curiosamente, o jogador acabou sendo comprado através de uma sociedade entre Cruzeiro e Flamengo. Inicialmente, nos termos da parceria, ficou acertado que, em 2007, Maicosuel vestiria a camisa do Cruzeiro e, em 2008, a do Flamengo. Porém, o clube carioca não pagou sua fração, logo, o Cruzeiro passou a ser, naquele momento, o único clube detentor de seus direitos federativos e econômicos.
Depois de uma passagem sem brilho pela equipe mineira, Maicosuel foi adquirido no final do junho de 2008 por um grupo de investidores, a Traffic Sports, que o filiou ao clube com o qual mantém parceria, o Desportivo Brasil. Com isso, Maicosuel foi repassado ao Palmeiras, por empréstimo.[carece de fontes?] Em São Paulo, o meia não foi tão aproveitado e acabou atuando por poucas vezes, estando constantemente relacionado no banco de reservas da equipe alviverde.

### Recomeço e grande desempenho
Na reserva do time paulista, o meio-campista finalizou seu vínculo com o Palmeiras e acertou novo empréstimo com o Botafogo. Logo em sua estreia pelo alvinegro, Maicosuel marcou os dois gols da vitória de sua equipe sobre o Boavista, por 2-1, fora de casa. Seu desempenho pelo clube foi acima da média, sendo o  artilheiro, o melhor meia-esquerda, garçom e craque do Campeonato Carioca de 2009, além de ter sido o jogador que mais driblou e sofreu faltas durante o campeonato.
Pelo Botafogo, Maicosuel foi campeão da Taça Guanabara de 2009 e vice da Taça Rio. No primeiro jogo da final do Campeonato Carioca, entretanto, o meia lesionou-se enquanto o time vencia o jogo, ficando impossibilitado de prosseguir na decisão em que o Botafogo foi derrotado, posteriormente, nos pênaltis, para o Flamengo.

### Ida para a Europa
Em fase final de recuperação da contratura muscular, Maicosuel teve sua passagem pelo Glorioso abrevidada ao ser vendido, em maio de 2009, ao Hoffenheim, da Alemanha por R$ 12,8 milhões, deixando o Botafogo com a promessa de um dia retornar ao clube.
| “ | Não sei se jogarei aqui de novo daqui a três ou dez anos. Mas pretendo atuar no clube novamente antes de encerrar a minha carreira. Se retornar ao Brasil, quero que seja para o Botafogo. | ” |

.
Em sua estreia oficial pelo Hoffenheim, na Alemanha, Maicosuel marcou um dos dois gols da equipe. O meia era dúvida para o jogo por causa de um entorse no tornozelo, mas conseguiu se recuperar em tempo.

### Retorno ao Botafogo
No dia 22 de julho de 2010 o Botafogo anunciou a volta do jogador.  Os dirigentes do Hoffenheim aceitaram a proposta do Alvinegro e foi vendido. O montante foi pago em duas parcelas: R$ 6,5 milhões imediatamente e o restante no início do ano seguinte. No dia 7 de agosto, já no seu segundo jogo no  Botafogo após sua volta, marcou seu gol no Engenhão.

#### Lesão
No dia 8 de setembro de 2010, Maicosuel sofreu uma grave lesão no joelho esquerdo em jogo contra o Vasco válido pelo Campeonato Brasileiro. Com uma ruptura do ligamento cruzado anterior, o meia foi submetido à uma cirurgia para saber se ele encerraria a carreira ou não e o jogador do Botafogo teve 93% da sua perna reconstruída. Após a cirurgia, o Departamento Médico fez uma previsão de volta aos gramados só em oito meses após a lesão.

#### Retorno aos gramados
O dia 7 de maio de 2011 marcou a volta de Maicosuel aos gramados, em amistoso contra o Friburguense. Após quase oito meses longe dos gramados jogou cerca de 35 minutos do amistoso marcou um gol. Na comemoração, o choro de emoção de quem aguardou tanto tempo para voltar e chegou a temer seu futuro no futebol. De pé, os torcedores alvinegros presentes ao estádio, aplaudiram e gritaram “o Mago voltou”. Em campo, todos os jogadores correram em sua direção para o abraçar.[carece de fontes?]

### Udinese Calcio
A Udinese da Itália o contratou até junho de 2017. Marcou sua passagem pelo clube ao errar um pênalti contra o Sporting Clube de Braga nas rodadas de qualificação da Liga dos Campeões da UEFA de 2012–13 que eliminou sua equipe.

### Atlético Mineiro
Em 11 de junho de 2014 Maicosuel foi apresentado oficialmente como o primeiro reforço do Atlético na era Levir Culpi em 2014. O clube pagou € 3,3 milhões (cerca de R$ 10 milhões) por 100% dos direitos econômicos do jogador, que assinou por cinco anos. O primeiro gol dele com a camisa alvinegra foi marcado no dia 28/06/2014, foi o 4º do Atlético Mineiro na vitória contra o Guangzhou Evergrande, em um amistoso. Em pouco mais de um mês no Atlético Maicosuel conquista o seu primeiro título internacional, a * Recopa Sul-Americana: 2014, o Atlético venceu os dois Jogos contra o Lanús, 1x0 na Argentina e 4x3 no Mineirão, Maicosuel foi decisivo no segundo jogo marcando um dos gols da vitória alvinegra. 4 meses depois, na semi-final da Copa do Brasil contra o Flamengo no jogo de volta no Mineirão, marcou o 2º gol da partida (o Galo venceu heroicamente de novo por 4 a 1) levando o time à final contra o maior rival e contra o clube que ele defendeu entre 2007 e 2008: Cruzeiro.
Entrou no 2º jogo da final no lugar de Luan que havia se machucado aos 31 minutos do 1º tempo e poucos minutos depois ele quase fez o gol que poderia ser o gol do título, mas foi marcado pelo companheiro Diego Tardelli no final do 1º tempo e venceu por 1-0 o segundo jogo (o Galo já havia vencido o 1º jogo por 2-0 no estádio Independência) e foi campeão da Copa do Brasil garantindo vaga na Libertadores de 2015.
Em maio do ano seguinte foi campeão mineiro novamente, mas dessa vez com a camisa alvinegra. Em seu melhor momento no Galo em que o 'Mago' estava fazendo gols e dando assistências aos companheiros, ele foi emprestado a um clube árabe.

### Al Sharjah
Em julho de 2015, foi emprestado para o Al Sharjah, dos Emirados Árabes Unidos, por uma temporada. Lá, ficou conhecido como Sempre Lúcido.

### Retorno ao Galo
Após o término do empréstimo ao Al Sharjah, em meados de 2016, os árabes não exerceram o direito de compra do jogador, e ele voltou ao Galo.
O jogador rapidamente reconquistou uma vaga no time, se tornando um dos destaques do Atlético no Brasileiro.

### São Paulo
Em 7 de junho de 2017, assinou por três anos com o São Paulo. Fez sua estreia no dia seguinte, jogando o primeiro tempo na vitória por 2 a 0 sobre o Vitória. Após a partida, foi constatada uma lesão, além de um desequilíbrio muscular, deixando Maicosuel afastado dos gramados por alguns meses. Voltou a jogar novamente em 24 de setembro, entrando nos minutos finais no empate em 1 a 1 contra o Corinthians. Marcou seu primeiro gol com a camisa do São Paulo em jogo contra o Atlético Paranaense, fechando a vitória por 2 a 1, de virada.
Iniciou 2018 como titular na primeira partida do Campeonato Paulista, na derrota por 2–0 para o São Bento, em Sorocaba. Após problemas extra-campo, aliado ao baixo desempenho nos jogos, o São Paulo decidiu afastar o jogador, que não será mais utilizado no restante da temporada.

### Grêmio
Em 8 de fevereiro de 2018, acertou com o Grêmio por empréstimo de seis meses, com opção de extensão por mais 6. Em 15 de junho, após fracas atuações, não terá seu empréstimo renovado, retornando para o São Paulo.

### Retorno ao Paraná
Em 22 de julho de 2018, foi emprestado até o fim do ano ao Paraná.

## Estatísticas
Atualizado até 17 de janeiro de 2018.

### São Paulo
| Equipe            | Temporada         | Campeonato nacional | Campeonato nacional | Copa nacional | Copa nacional | Competições continentais | Competições continentais | Outros torneios[c] | Outros torneios[c] | Total | Total |
| Equipe            | Temporada         | Jogos               | Gols                | Jogos         | Gols          | Jogos                    | Gols                     | Jogos              | Gols               | Jogos | Gols  |
| ----------------- | ----------------- | ------------------- | ------------------- | ------------- | ------------- | ------------------------ | ------------------------ | ------------------ | ------------------ | ----- | ----- |
| São Paulo         | 2017              | 8                   | 1                   | –             | –             | –                        | –                        | –                  | –                  | 8     | 1     |
| São Paulo         | 2018              | –                   | –                   | –             | –             | –                        | –                        | 1                  | 0                  | 1     | 0     |
| São Paulo         | Total             | 8                   | 1                   | 0             | 0             | 0                        | 0                        | 1                  | 0                  | 9     | 1     |
| Total na carreira | Total na carreira | 8                   | 1                   | 0             | 0             | 0                        | 0                        | 1                  | 0                  | 9     | 1     |

- c. ^ Jogos do Campeonato Paulista

## Títulos
Paraná
- Campeonato Paranaense: 2006

Cruzeiro
- Campeonato Mineiro: 2008

Botafogo
- Taça Guanabara:2009
- Taça Rio: 2012

Atlético Mineiro
- Recopa Sul-Americana: 2014
- Copa do Brasil: 2014
- Campeonato Mineiro: 2015, 2017

Grêmio
- Recopa Sul-Americana: 2018
- Campeonato Gaúcho: 2018

## Prêmios Individuais
Botafogo
- Craque do Campeonato Carioca de Futebol de 2009

## Artilharia
Botafogo
- Artilheiro do Campeonato Carioca de Futebol de 2009